# Limatus andinus
Limatus andinus är en tvåvingeart som beskrevs av Levi-castillo 1954. Limatus andinus ingår i släktet Limatus och familjen stickmyggor.
Artens utbredningsområde är Ecuador. Inga underarter finns listade i Catalogue of Life.